# 第110独立機械化旅団 (ウクライナ陸軍)
第110独立機械化旅団（だい110どくりつきかいかりょだん、ウクライナ語: 110-та окрема механізована бригада）は、ウクライナ陸軍の旅団。第11軍団隷下。

## 概要

### ロシアのウクライナ侵攻
2022年3月8日、ロシアのウクライナ侵攻の影響に伴い、予備軍団（予備役）の機械化部隊として創設された。

#### 東部・アウディーイウカ戦線
2022年3月、東部ドネツィク州ポクロウシク地区に配備され、第56独立自動車化歩兵旅団の援軍でアウディーイウカ北を防御した。12月には第56旅団がローテーションで後方に移動し、独立大統領旅団隷下の第2機械化大隊、アウディーイウカ南を防御する第53独立機械化旅団と共にアウディーイウカ守備隊の主力部隊となった。
2022年8月24日、ウォロディミル・ゼレンスキー大統領から、名誉称号「マルコ・ベズルチコ」を授与された。
2023年10月、ロシア軍が兵力4万人で攻勢を開始したため、アウディーイウカ市内に再配置され、救援の第47独立機械化旅団がアウディーイウカ北に配置された。
2023年12月6日、ウォロディミル・ゼレンスキー大統領から、勇気と勇敢さに対する栄誉賞を授与された。
2024年2月、ロシア軍は大損害を出しながらも人海戦術で攻勢を4か月間続け、弾薬不足と市街戦に悩まされた第110旅団も大損害を受けて増援の第3独立強襲旅団と交代で一部部隊が後方に移動したが、同月に2年近くローテーション無しで防御したアウディーイウカが陥落した。
2024年4月、ウクライナ軍の機械化旅団では通常1個戦車大隊が編成されているが、第110旅団には未編成だったため再編時に戦車大隊が新編された。
2024年5月、激戦地の東部ドネツィク州ポクロウシク地区に再配置され、アウディーイウカ西に展開した。
2024年秋、旅団はドネツィク州ヴェルカ・ノヴォルシカに配置転換された。
2025年1月、ロシア軍の攻勢によりヴェルカ・ノヴォルシカから同旅団を含むウクライナ軍が撤退した。ヴェリカ・ノヴォルシカでの戦闘は2か月続き、そのうち1か月間はウクライナ軍が半包囲状態で戦った。村を3つに分ける川の渡河地点は破壊され、物資の輸送は大型ドローンによってのみ行われた。当時の旅団長のイホール・グバレンコは村の喪失後その職を解任された。
2025年7月1日、グバレンコの後任として旅団長を務めていたセルヒー・ザハレヴィチ大佐が戦死した。

## ギャラリー

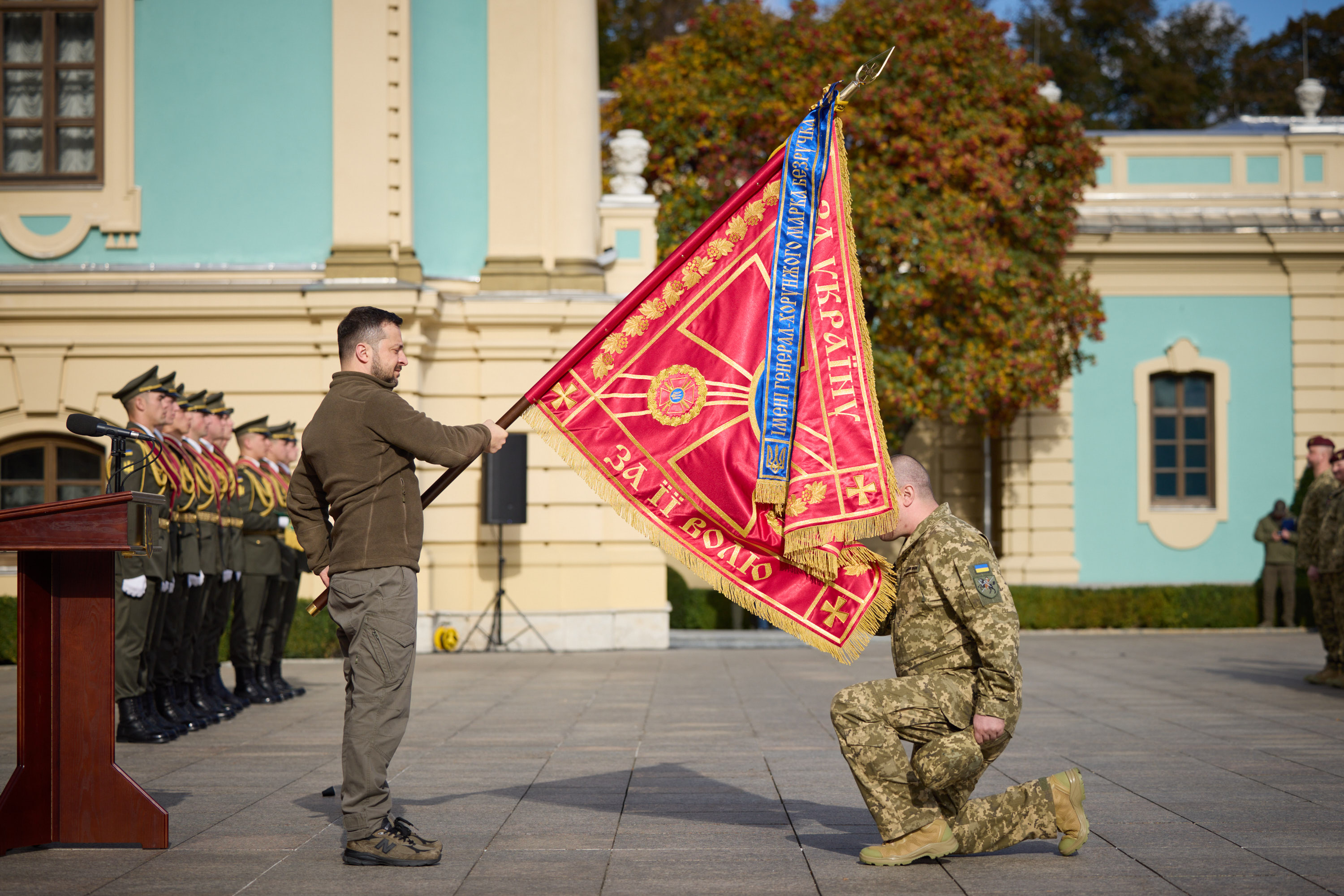
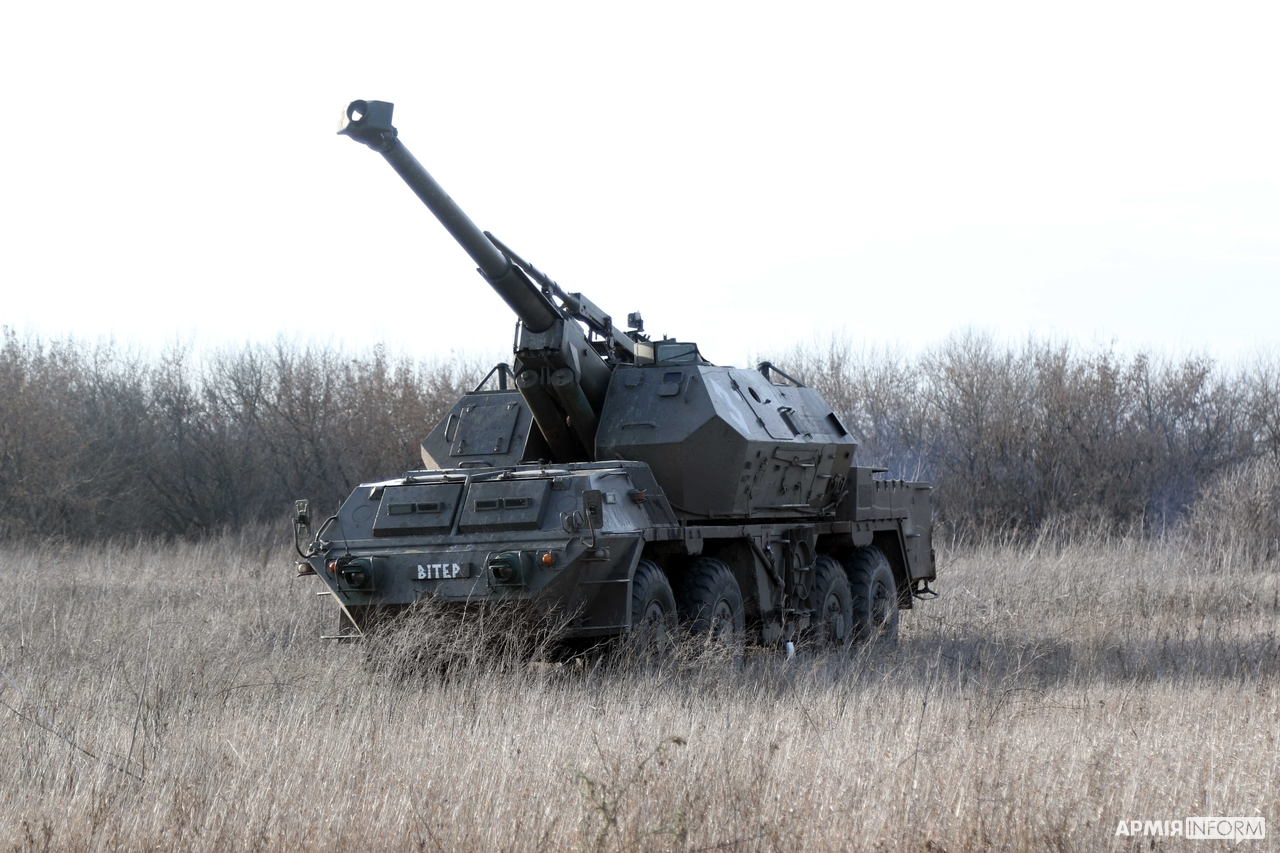
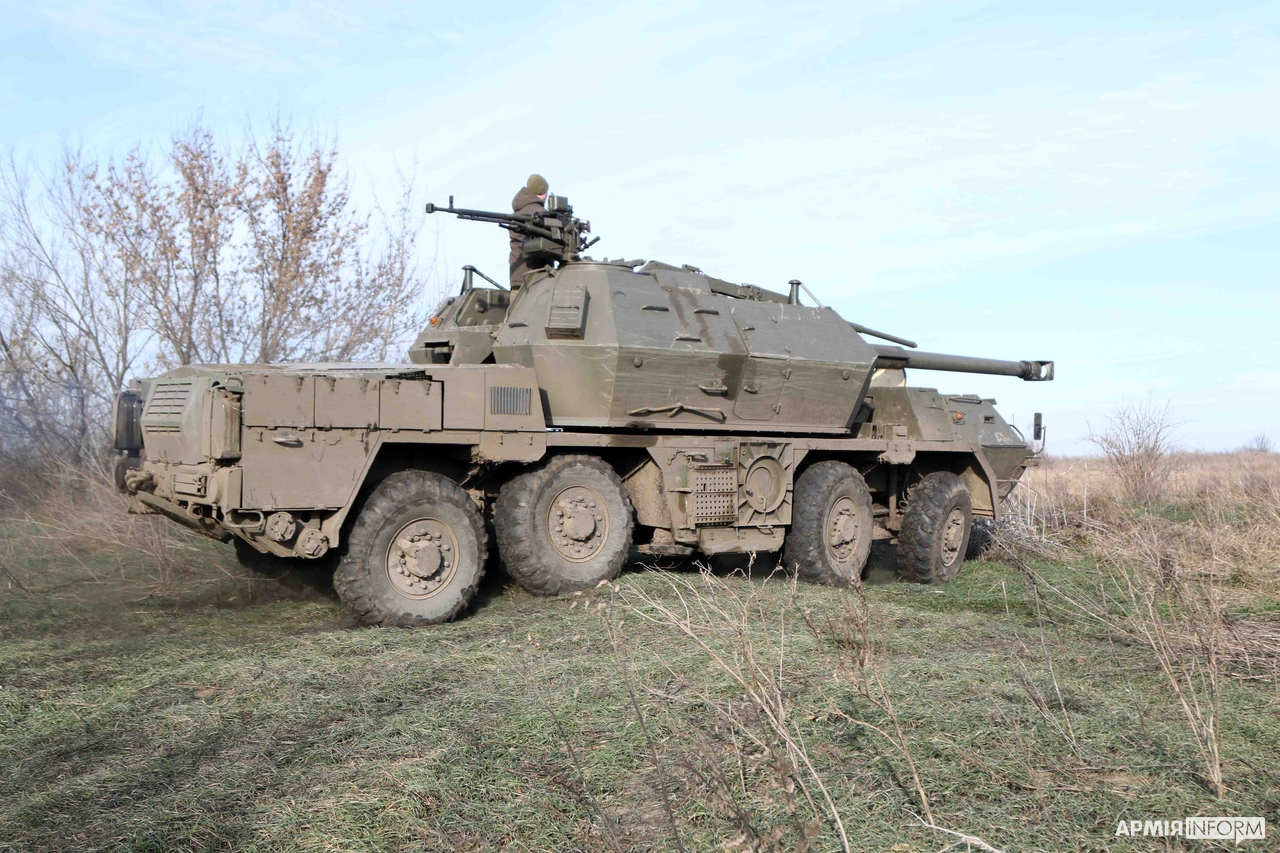
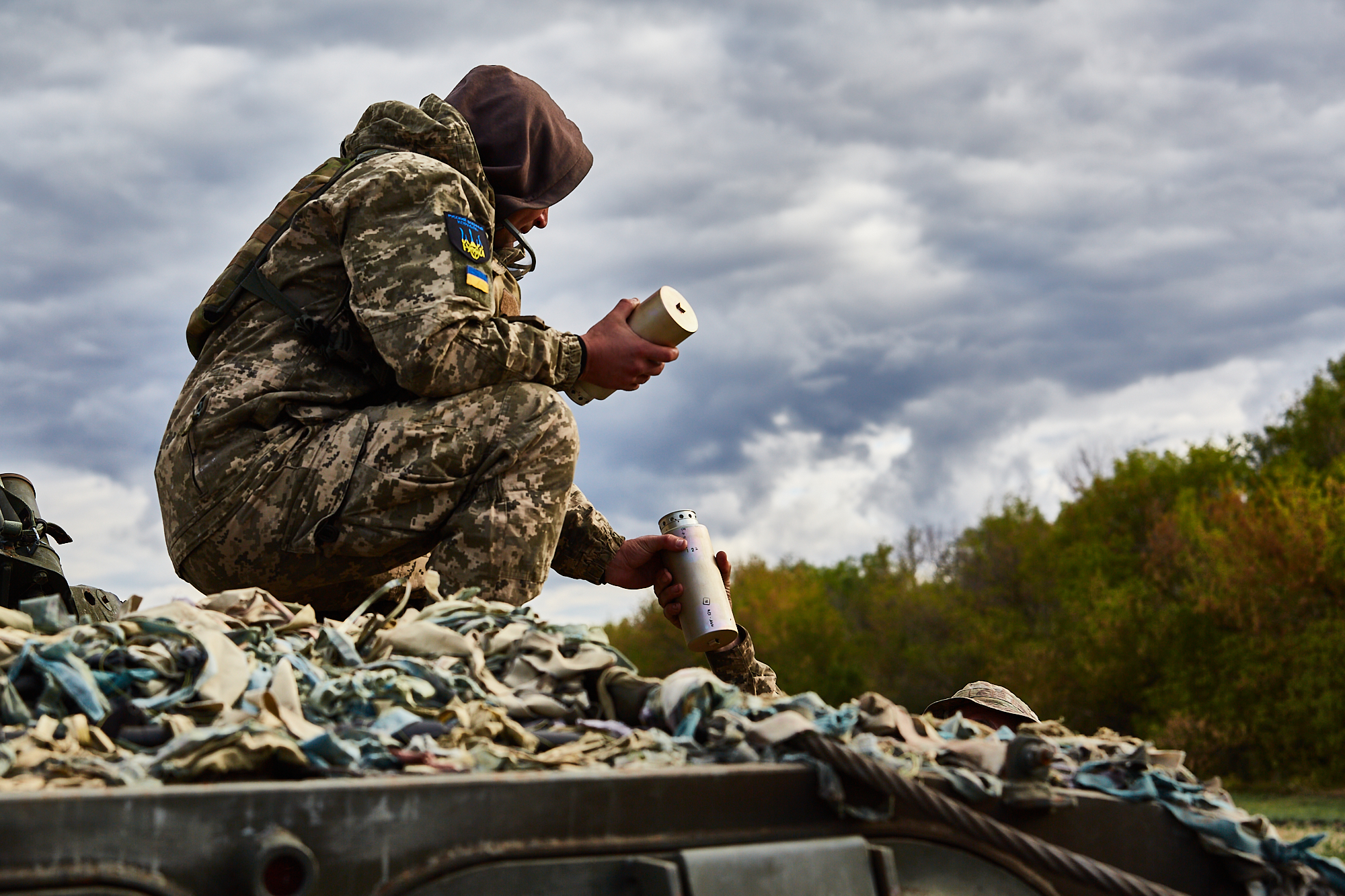
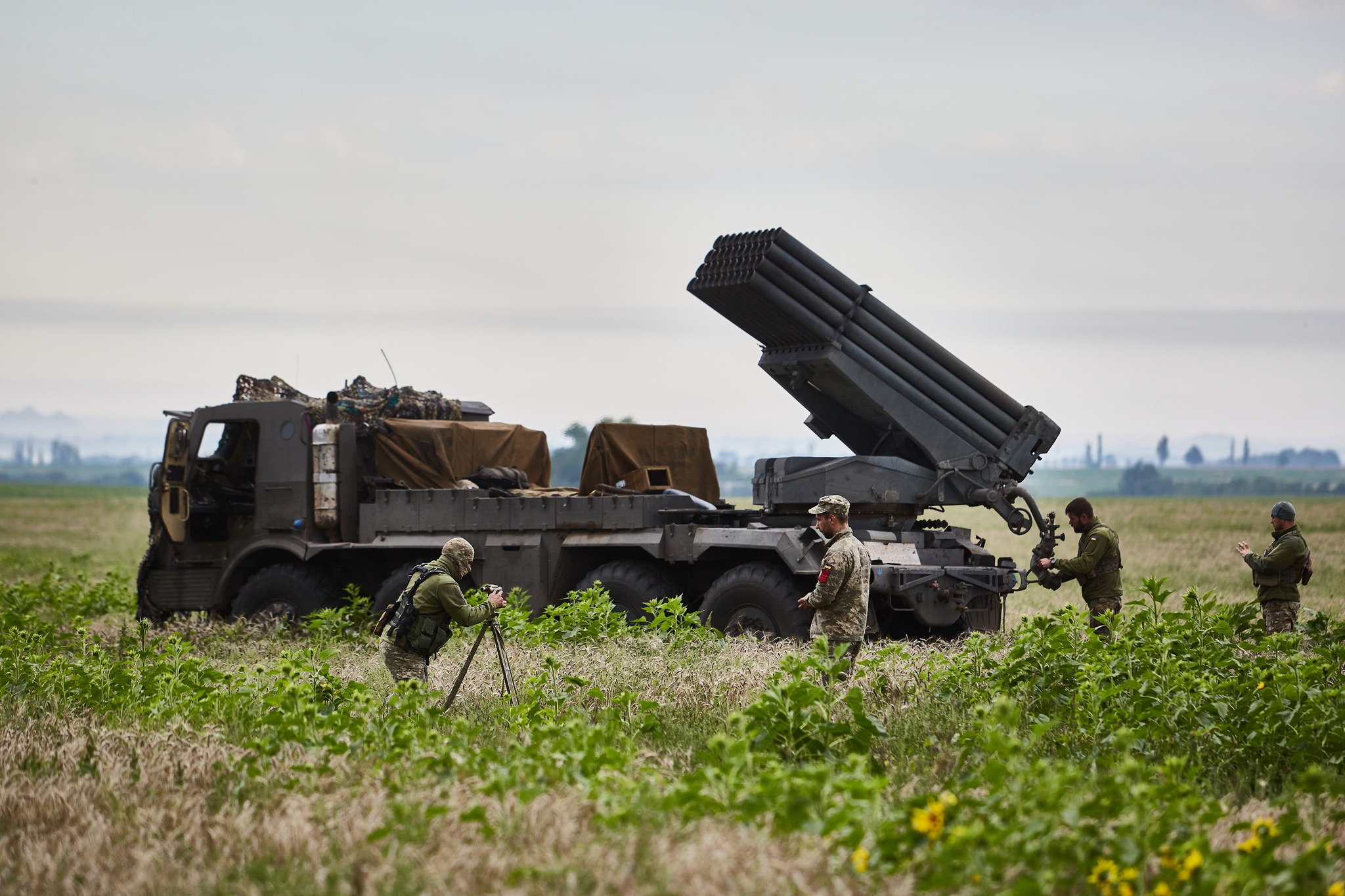

## 編制
- 旅団司令部
- 第1機械化大隊
- 第2機械化大隊
- 第3機械化大隊
- 戦車大隊
- 第12独立小銃大隊
- 旅団砲兵群
  - 本部中隊
  - 第1自走砲大隊
  - 第2自走砲大隊
  - ロケット砲大隊
  - 対戦車砲大隊
- 防空大隊

- 工兵大隊
- 整備大隊
- 兵站大隊
- 偵察中隊
- 狙撃中隊
- 電子戦中隊
- 通信中隊
- レーダー中隊
- NBC防護中隊
- 衛生中隊